# Буенос-Айрес
Буе́нос-А́йрес (ісп. Buenos Aires — Добрі Вітри, читається як [ˈbwenoˈsaiɾes]ⓘ) — столиця Аргентини, адміністративний, культурний і економічний центр країни й одне з найбільших міст Південної Америки. Утворює одну з найбільших агломерацій у світі — Великий Буенос-Айрес.

## Історія

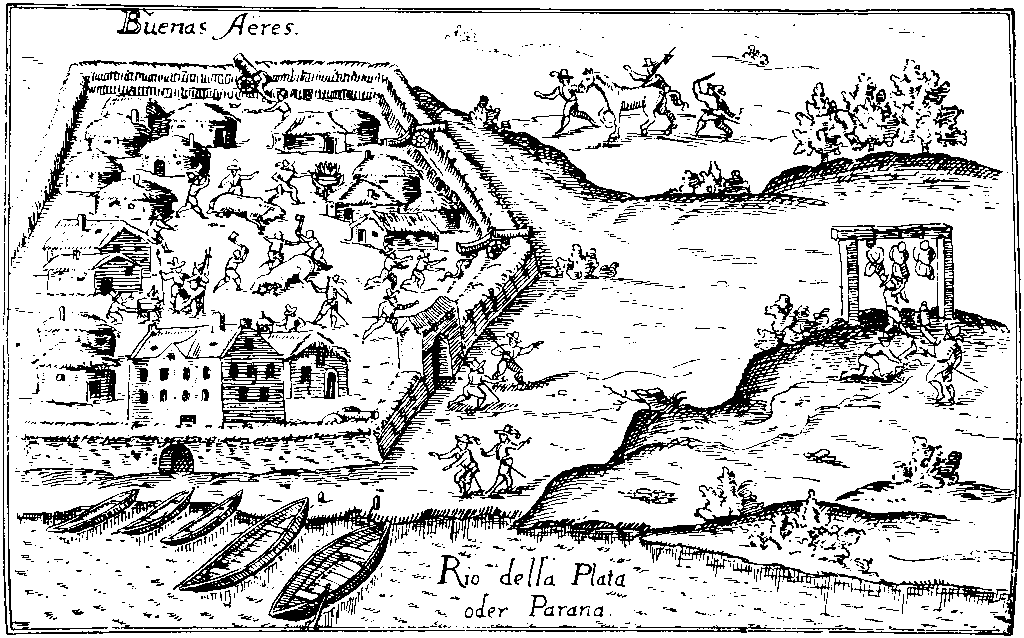
Мапа міста 1536 року

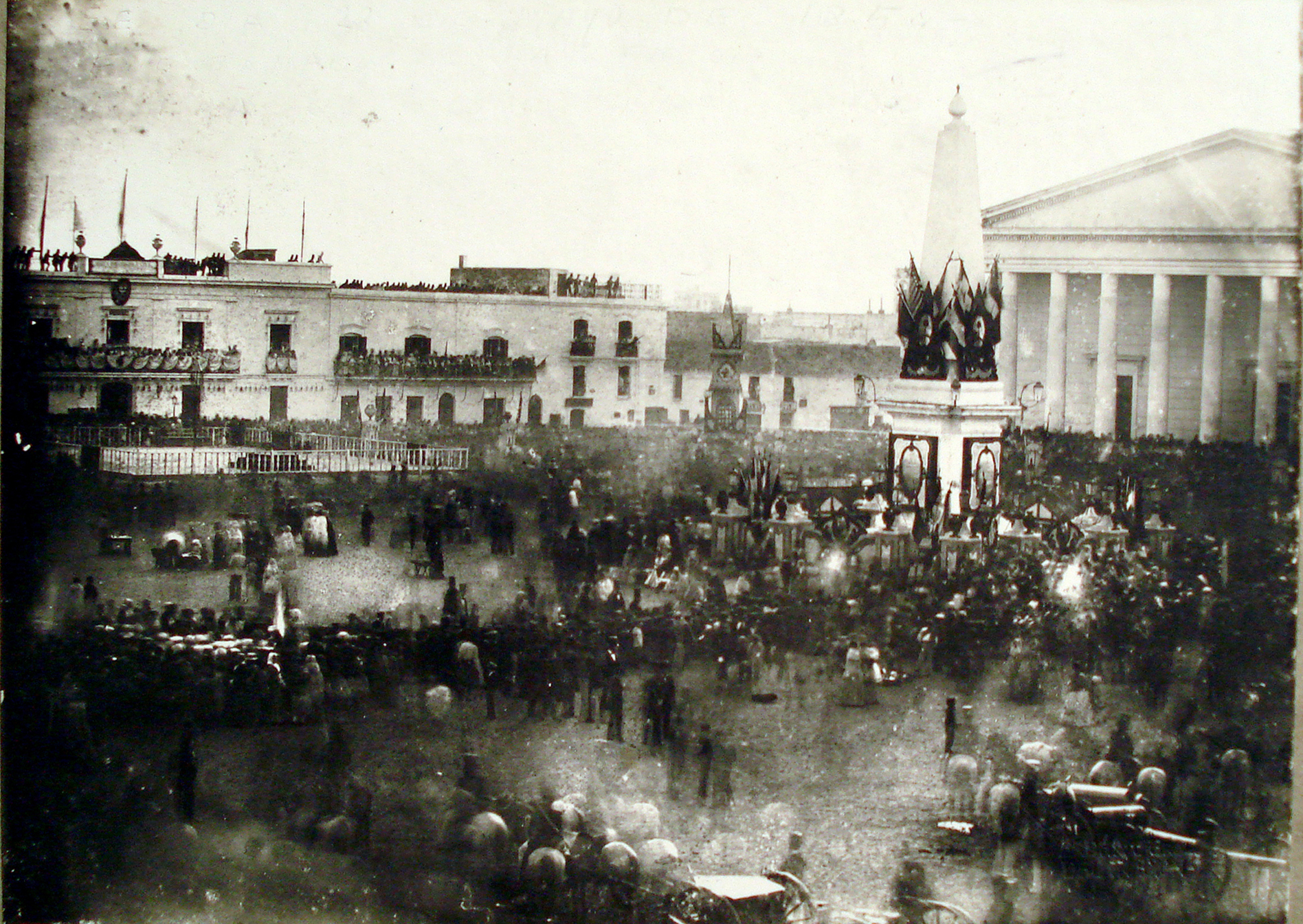
Затвердження конституції. 1854 рік

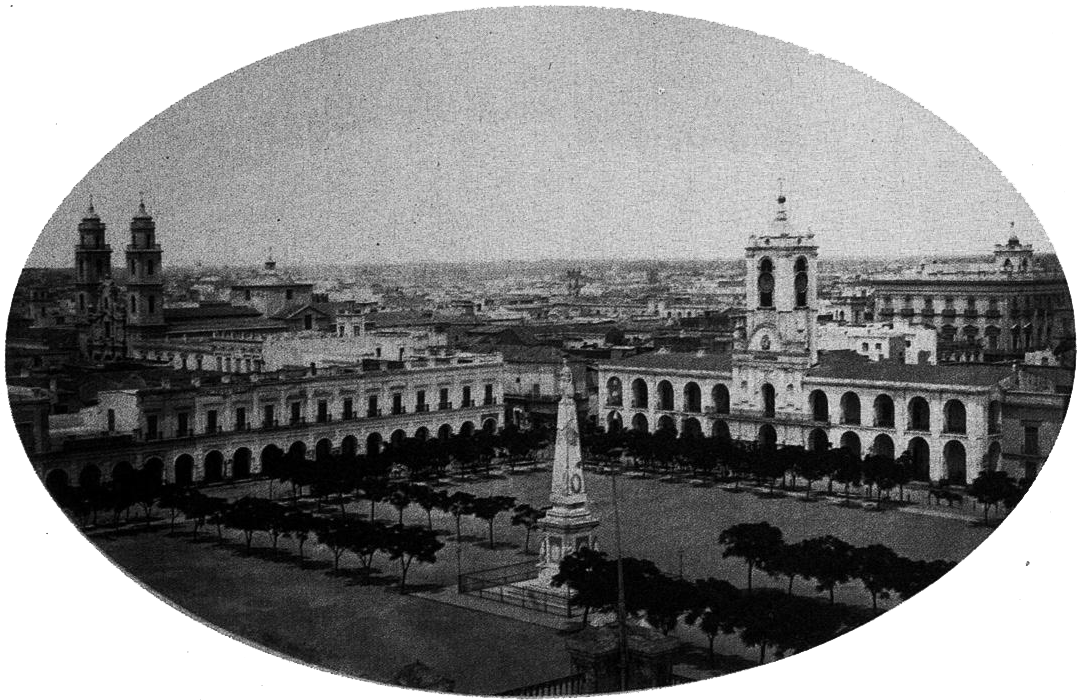
Травнева площа 1867 року

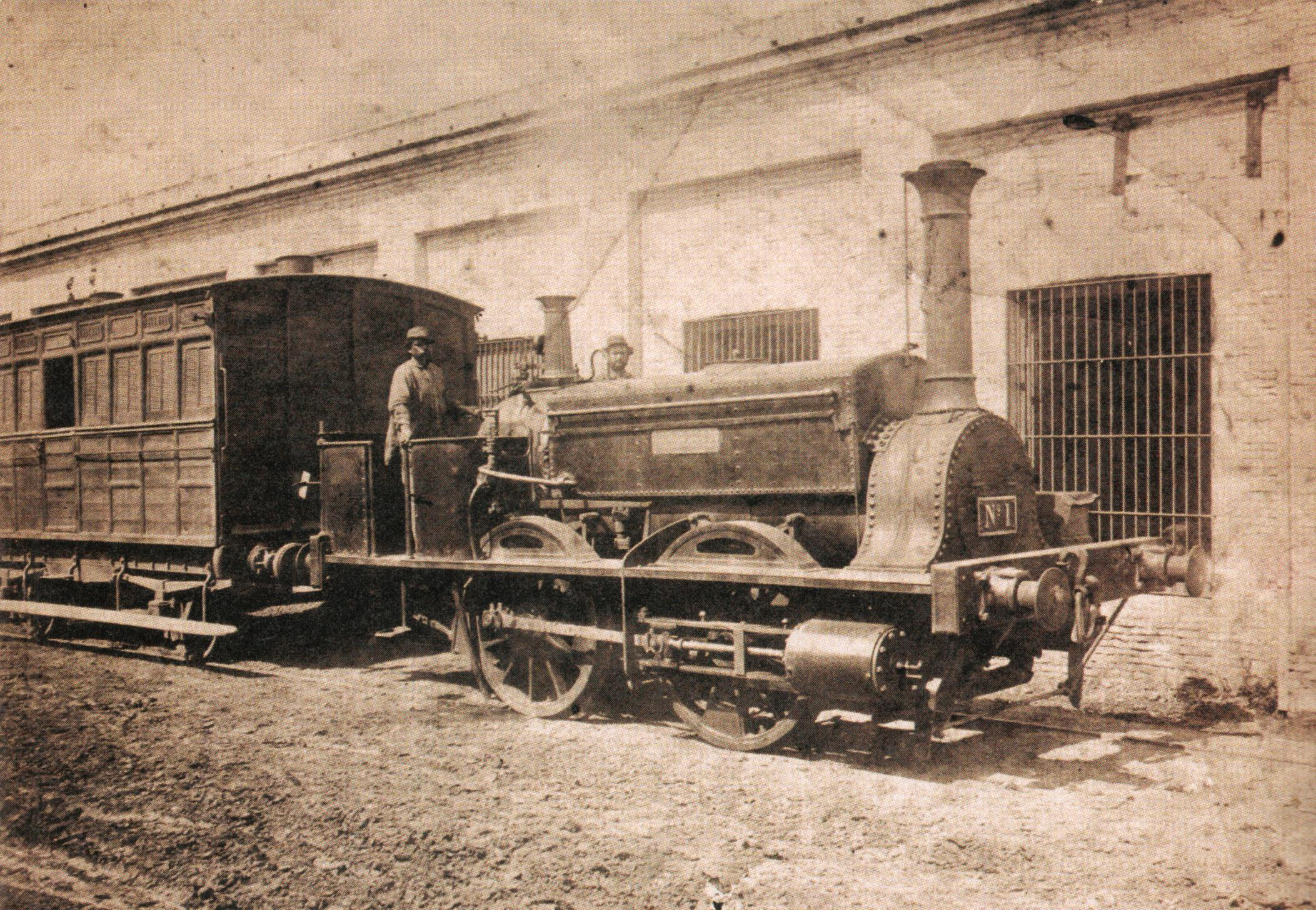
Відкриття залізниці. 1873 рік

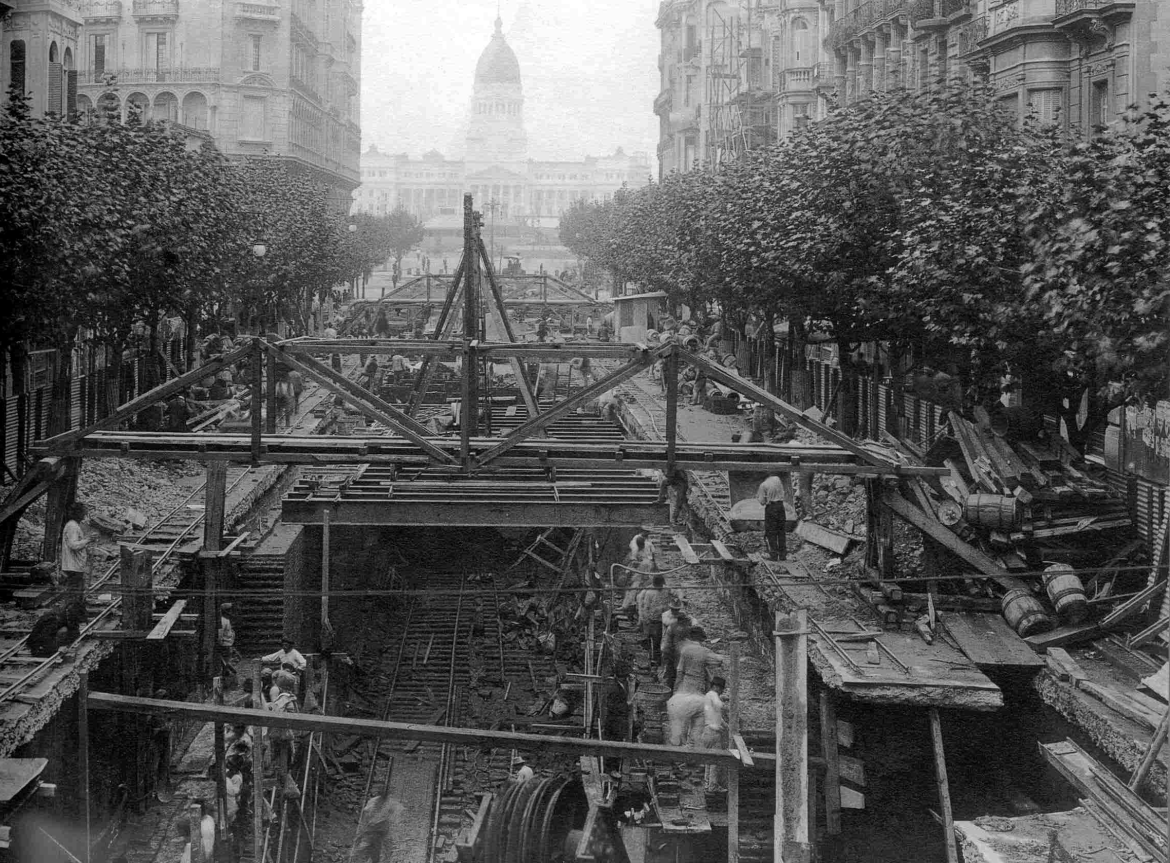
Спорудження метро. 1912 рік

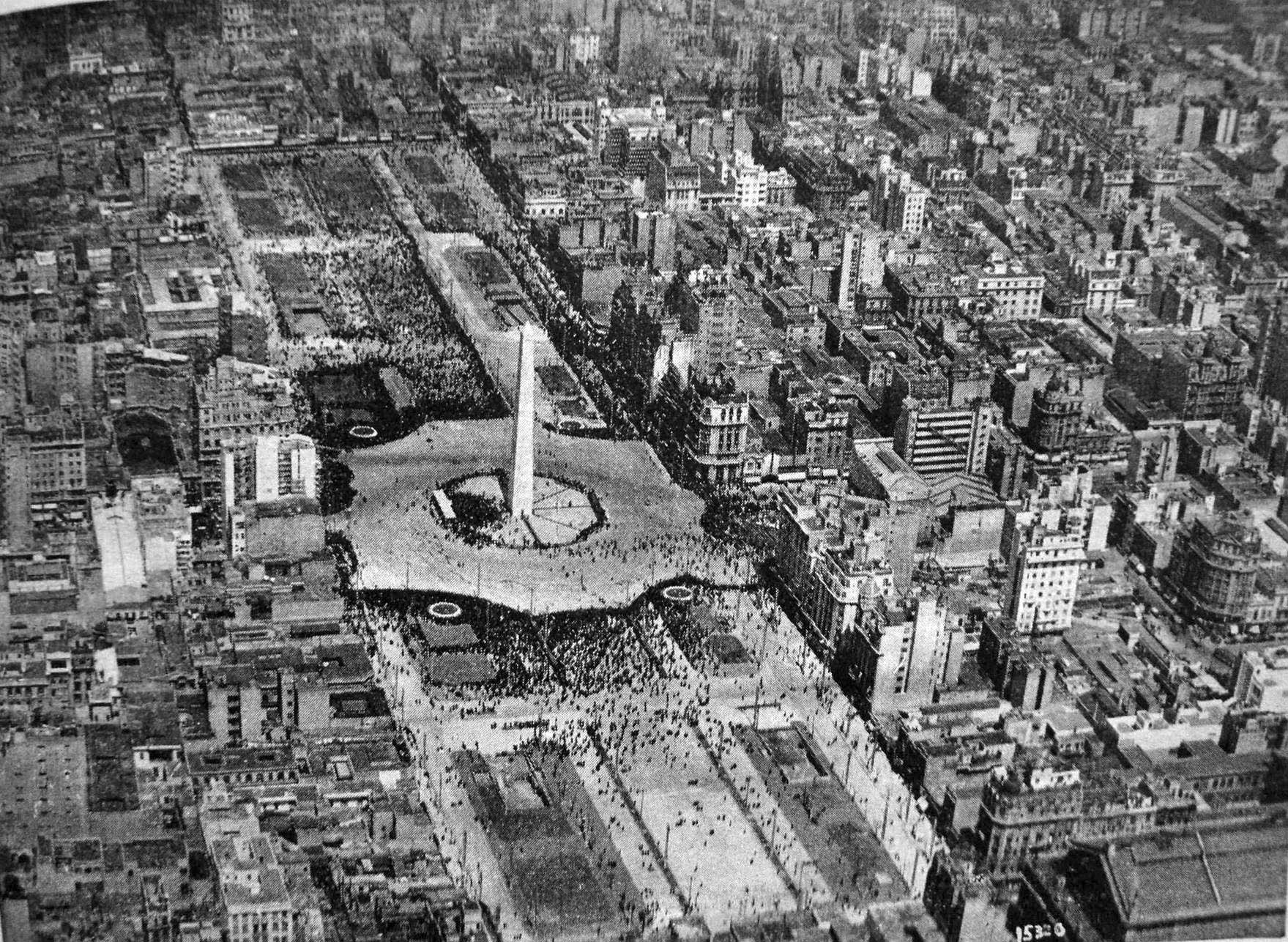
Вулиця 9 липня. 1937 рік

Буенос-Айрес заснований в 1536 (за іншими даними в 1535) році іспанським конкістадором Педро Мендосою на південному березі Ла-Плати і включав велике поселення, яке надалі використовувалося як опорний пункт для пересування переселенців вглиб країни, і зручну гавань, яка давала можливість подорожувати по Атлантиці. Місто отримало назву Реаль-де-Нуестра-Сеньйора-Санта-Марія-дель-Буен-Айре (ісп. Real de Nuestra Señora Santa María del Buen Aire) на честь Богоматері Бонаріа, покровительки моряків.
При нападі індіанців в 1541 р. місто було спалене і покинуте. В 1580 р. воно було відновлене Хуаном де Гараєм під назвою Сьюдад-де-ла-Сантісіма-Тринідад (ісп. Ciudad de la Santísima Trinidad — місто пресвятої Трійці). Для порту було залишено стару назву — Пуерто-де-Буенос-Айрес (ісп. Puerto de Buenos Aires).
Злиття морського порту і містечка, що стояло неподалік, стало причиною об'єднання їх назв в одну довгу фразу «Місто Пресвятої Трійці і порт Богоматері Святої Марії хороших вітрів» (ісп. «Cuidad de la Santísima Trinidad y Puerto de Nuestra Señora de Santa María del Buen Aire»). На початку XIX в. назву було скорочено до Буенос-Айрес («хороші вітри»). Сучасні жителі Аргентини ще більш скоротили назву — в наші дні його неофіційно називають Байрес (ісп. «Bs. As.»).
Від часів свого заснування місто неодноразово намагалися захопити. 1582 року це спробував зробити один із англійських корсарів. 1587 року Буенос-Айрес хотів узяти англієць Томас Кавендіш. 1658 року на місто напали за наказом Людовіка XIV, короля Франції. 1699 року місто намагалася захопити банда піратів.
Буенос-Айрес отримав статус столиці іспанської колонії Ріо-де-Ла-Плата 1776 року, завдяки чому розпочався період його процвітання та приплив мігрантів з країн Європи.
1806 року місто було окуповане англійцями, але невдовзі відбите назад.
1810 року у місті розпочалася Травнева революція і Буенос-Айрес став одним з найважливіших стратегічних центрів боротьби з Іспанією за незалежність американських колоній. На той час у місті проживало 40 тисяч мешканців і воно мало важливе геополітичне значення.
1825 року початок Аргентино-бразильської війни змусив уряд Аргентини зорганізувати владу в країні, створити військо і посаду президента. 1826 року Буенос-Айрес став столицею Об'єднаних провінцій Ріо-де-ла-Плати.
1836 року у місті налічувалося 62 000 жителів, а 1852 року населення досягло 85 тисяч.
У вересні 1852 року у Буенос-Айресі спалахнула революція, яка вимагала його незалежності. Мети не було досягнуто і Буенос-Айрес разом з рештою провінцій увійшов до Аргентинської конфедерації.
14 липня 1863 року у Буенос-Айресі розпочав роботу міський трамвай, який проіснував до 19 лютого 1963 року.
1873 року у місті було збудовано залізницю, яка поєднала його з містечком Флорес.
1854 року було створено муніципалітет.
1871 року у місті спалахнула епідемія жовтої гарячки, яка значно скоротила його населення. Після цього у місті було збудовано водопровід і кілька парків для покращення санітарних умов.
У 1880 р. він став центром Федеративної Республіки Аргентина.
1897 року було відкрито новий порт міста, який задовольнив зростанню обсягів продукції, яка проходила через нього.
1910 року у місті з розмахом святкувалося сторіччя незалежності Аргентини, завдяки чому було значно покращено інфраструктуру міста. 1913 року у Буенос-Айресі відкрилося перше у Латинській Америці метро.
У XX в. Буенос-Айрес неодноразово ставав лідером в класових війнах Аргентинської Республіки. У 1919 р. спокійне життя Буенос-Айреса було кілька разів порушене хвилюваннями серед робочого класу.
1895 року населення міста досягло 649 000 мешканців. З 1895 по 1914 роки до міста прибула велика хвиля мігрантів, завдяки чому 1914 року його населення становило 1 575 000 мешканців. Також зростало його культурне і економічне значення.
У 1930 р. до влади в столиці прийшли військові, які підтримували проникнення в столицю іноземного капіталу і утворення нової буржуазії. У Буенос-Айресі з'явилися перші міські нетрі.
1936 року було збудовано Обеліск на вулиці 9 Липня — один із символів міста.
Закінчення Другої світової війни ознаменувалося обранням на посаду президента Х. Д. Перона. У цей час в Аргентині посилилася внутрішня міграція, завдяки чому населення Буенос-Айреса знову зросло. Місто перетворилося на центр міської агломерації Великий Буенос-Айрес.
У 1950-х рр. в місті відбулося декілька страйків. 1955 року відбулося бомбардування Травневої площі, у результаті чого загинули 308 осіб і були поранені більше 700. Для столиці і країни в цілому розпочалися десятиліття під управлінням військових, що привело до економічної кризи. Лише з середини 1990-х рр. місто знову почало розвиватися інтенсивними темпами.
1986 року було запропоновано перенести столицю Аргентини з Буенос-Айреса до агломерації В'єдма — Кармен-де-Патагонес, але ця пропозиція не була реалізована.
17 березня 1992 року біля посольства Ізраїлю було здійснено теракт, через який загинули 29 осіб. 18 липня 1994 року теракт повторився на цьому ж місці, забравши 85 життів і поранивши понад 300 осіб.
У грудні 2001 року Аргентина переживала глибоку кризу, яка супроводжувалася маршами протесту і заворушеннями у Буенос-Айресі та інших містах.
30 грудня 2004 року у місті відбулася велика пожежа, у якій загинуло 193 особи і були поранені 1432.
2010 року у місті з розмахом святкувалося двохсотріччя незалежності Аргентини.

## Природні умови

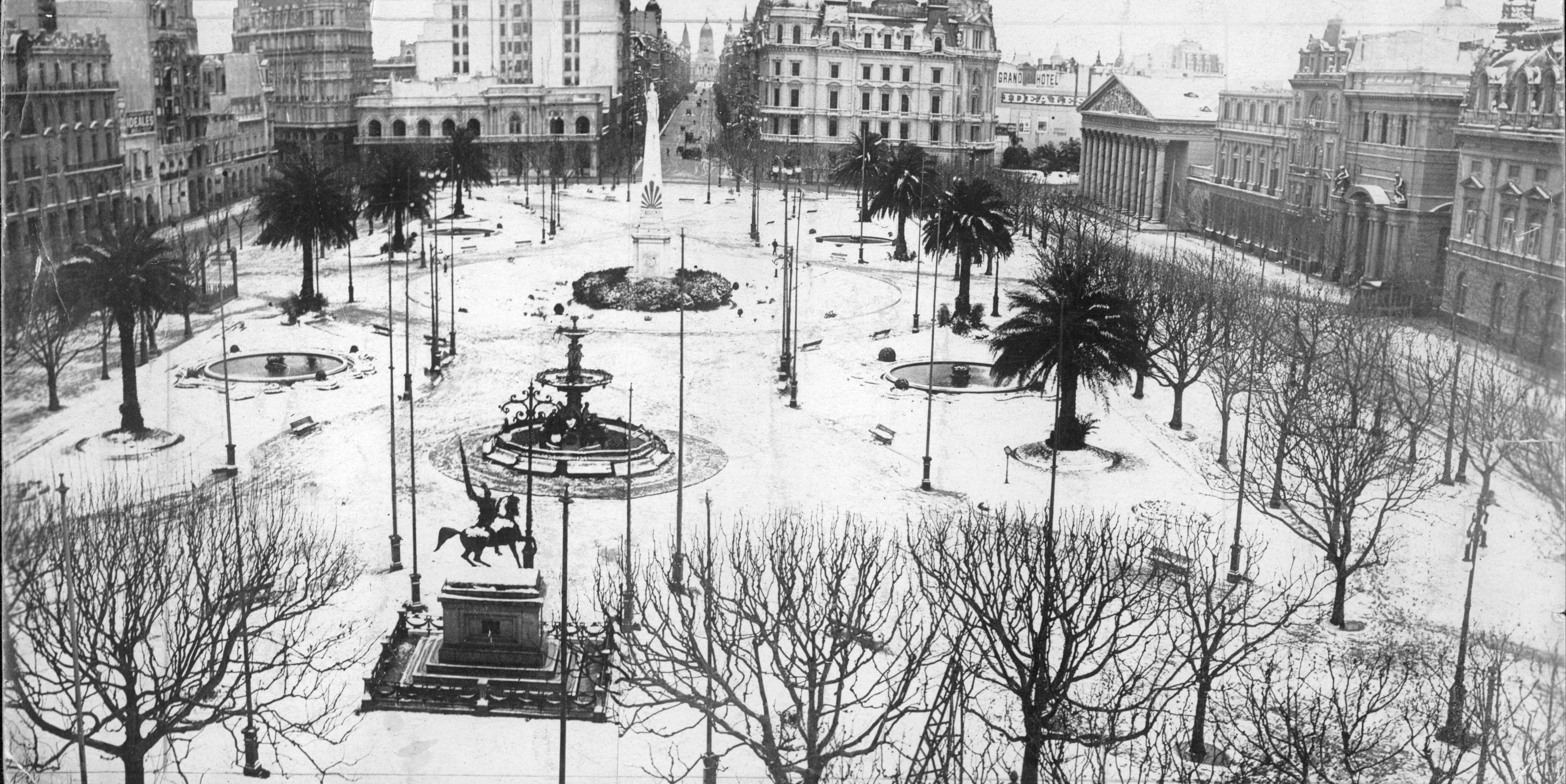
Сніг у Буенос-Айресі 1918 року

Столиця знаходиться в південно-східній частині Аргентини, на рівнинній місцевості, у субтропічному природному поясі. Природна рослинність околиць міста представлена типовими для лугових степів і саван породами дерев і трав.
Буенос-Айрес розташований на відстані 275 км від Атлантичного океану в добре захищеній бухті затоки Ла-Плата. Середня температура повітря в липні становить +10 °C, а в січні +24 °C, впродовж року 17,6 °C. Кількість опадів на території міста становить — 1146 мм в рік.
У Буенос-Айресі переважають такі вітри:
- памперо з південного заходу, дуже холодний та сухий, переважає влітку
- південно-східний судестада, переважає у квітні і жовтні, прохолодний і дуже вологий, часто приносить опади, які провокують підтоплення[27]

Снігопади не характерні для міста. Останній сніг випадав 9 липня 2007 року. Від початку систематичних метеорологічних спостережень у 1870 році у місті було зареєстровано ще лише один снігопад 1918 року і мокрий сніг 1912, 1928 і 1967 року.
| Клімат Буенос-Айреса (1981—2010)                                                                                       | Клімат Буенос-Айреса (1981—2010) | Клімат Буенос-Айреса (1981—2010) | Клімат Буенос-Айреса (1981—2010) | Клімат Буенос-Айреса (1981—2010) | Клімат Буенос-Айреса (1981—2010) | Клімат Буенос-Айреса (1981—2010) | Клімат Буенос-Айреса (1981—2010) | Клімат Буенос-Айреса (1981—2010) | Клімат Буенос-Айреса (1981—2010) | Клімат Буенос-Айреса (1981—2010) | Клімат Буенос-Айреса (1981—2010) | Клімат Буенос-Айреса (1981—2010) | Клімат Буенос-Айреса (1981—2010) |
| Показник | Січ.                             | Лют.                             | Бер.                             | Квіт.                            | Трав.                            | Черв.                            | Лип.                             | Серп.                            | Вер.                             | Жовт.                            | Лист.                            | Груд.                            | Рік                              |
| Абсолютний максимум, °C                                                                                                | 43,3                             | 38,7                             | 37,9                             | 36,0                             | 31,6                             | 28,5                             | 30,2                             | 34,4                             | 35,3                             | 35,6                             | 36,8                             | 40,5                             | 43,3                             |
| Середній максимум, °C                                                                                                  | 30,1                             | 28,6                             | 26,8                             | 22,9                             | 19,3                             | 16,0                             | 15,4                             | 17,7                             | 19,3                             | 22,6                             | 25,6                             | 28,5                             | 22,7                             |
| Середня температура, °C                                                                                                | 24,9                             | 23,6                             | 21,9                             | 17,9                             | 14,5                             | 11,7                             | 11,0                             | 12,8                             | 14,6                             | 17,8                             | 20,7                             | 23,3                             | 17,9                             |
| Середній мінімум, °C                                                                                                   | 20,1                             | 19,3                             | 17,7                             | 13,8                             | 10,7                             | 8,0                              | 7,4                              | 8,8                              | 10,3                             | 13,3                             | 15,9                             | 18,4                             | 13,6                             |
| Абсолютний мінімум, °C                                                                                                 | 5,9                              | 4,2                              | 2,8                              | −2,3                             | −4                               | −5,3                             | −5,4                             | −4                               | −2,4                             | −2                               | 1,6                              | 3,7                              | −5,4                             |
| Середня кількість сонячних годин на місяць                                                                             | 279,0                            | 240,8                            | 229,0                            | 220,0                            | 173,6                            | 132,0                            | 142,6                            | 173,6                            | 189,0                            | 227,0                            | 252,0                            | 266,6                            | 2525,2                           |
| Норма опадів, мм | 138.8                            | 127.1                            | 140.1                            | 119.0                            | 92.3                             | 58.8                             | 60.6                             | 64.2                             | 77.0                             | 127.2                            | 117.3                            | 118.9                            | 1236.3                           |
| Днів з опадами | 9                                | 8                                | 9                                | 9                                | 7                                | 7                                | 7                                | 7                                | 7                                | 10                               | 10                               | 9                                | 99                               |
| Вологість повітря, %                                                                                                   | 64                               | 68                               | 72                               | 76                               | 77                               | 79                               | 79                               | 74                               | 70                               | 69                               | 66                               | 63                               | 71                               |
| --- | -------------------------------- | -------------------------------- | -------------------------------- | -------------------------------- | -------------------------------- | -------------------------------- | -------------------------------- | -------------------------------- | -------------------------------- | -------------------------------- | -------------------------------- | -------------------------------- | -------------------------------- |
| Джерело: Servicio Meteorológico Nacional, NOAA (Вологість повітря, 1961—1990), Deutscher Wetterdienst (sun, 1961—1990) |                                  |                                  |                                  |                                  |                                  |                                  |                                  |                                  |                                  |                                  |                                  |                                  |                                  |

## Економіка

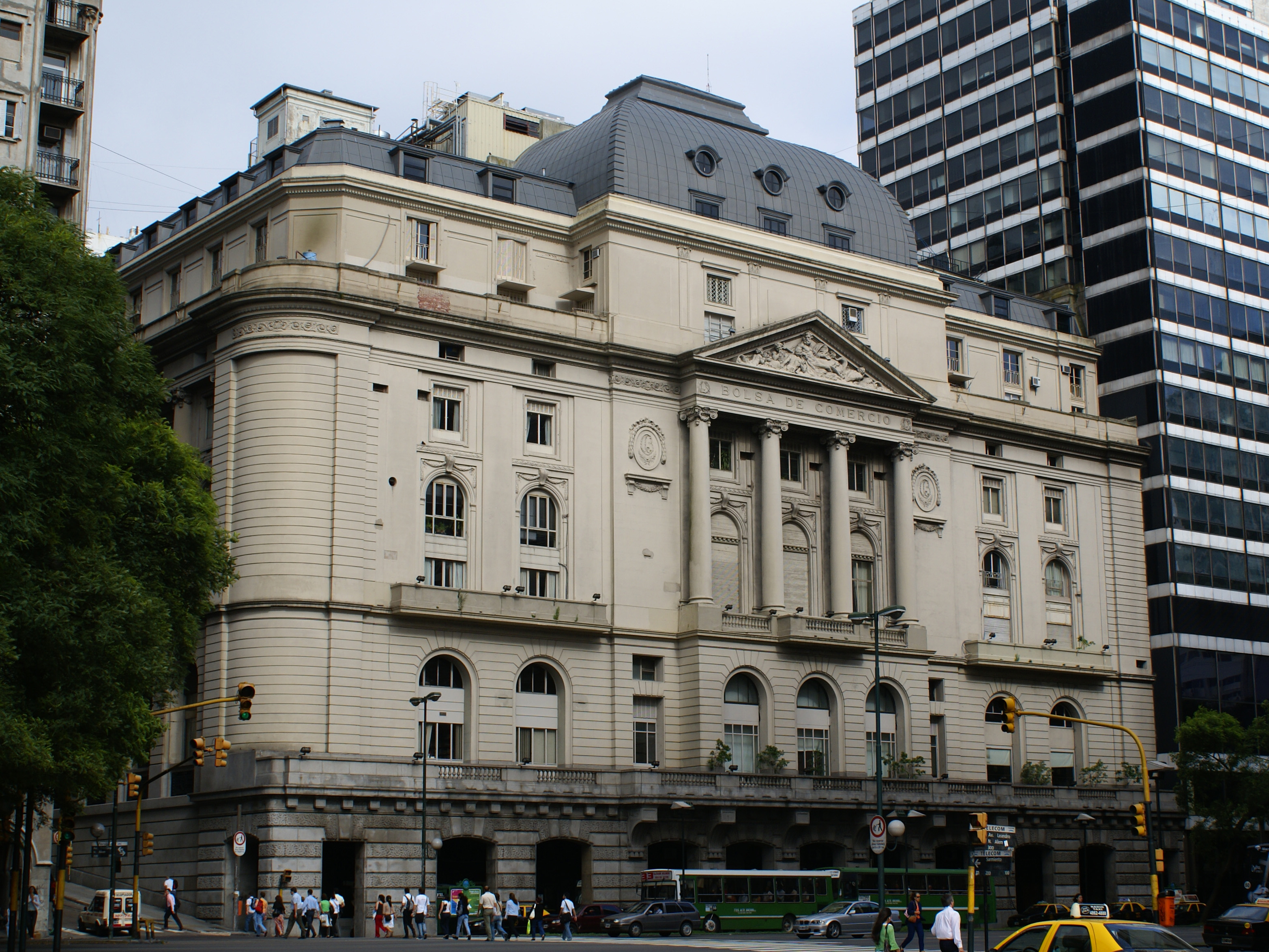
Біржа

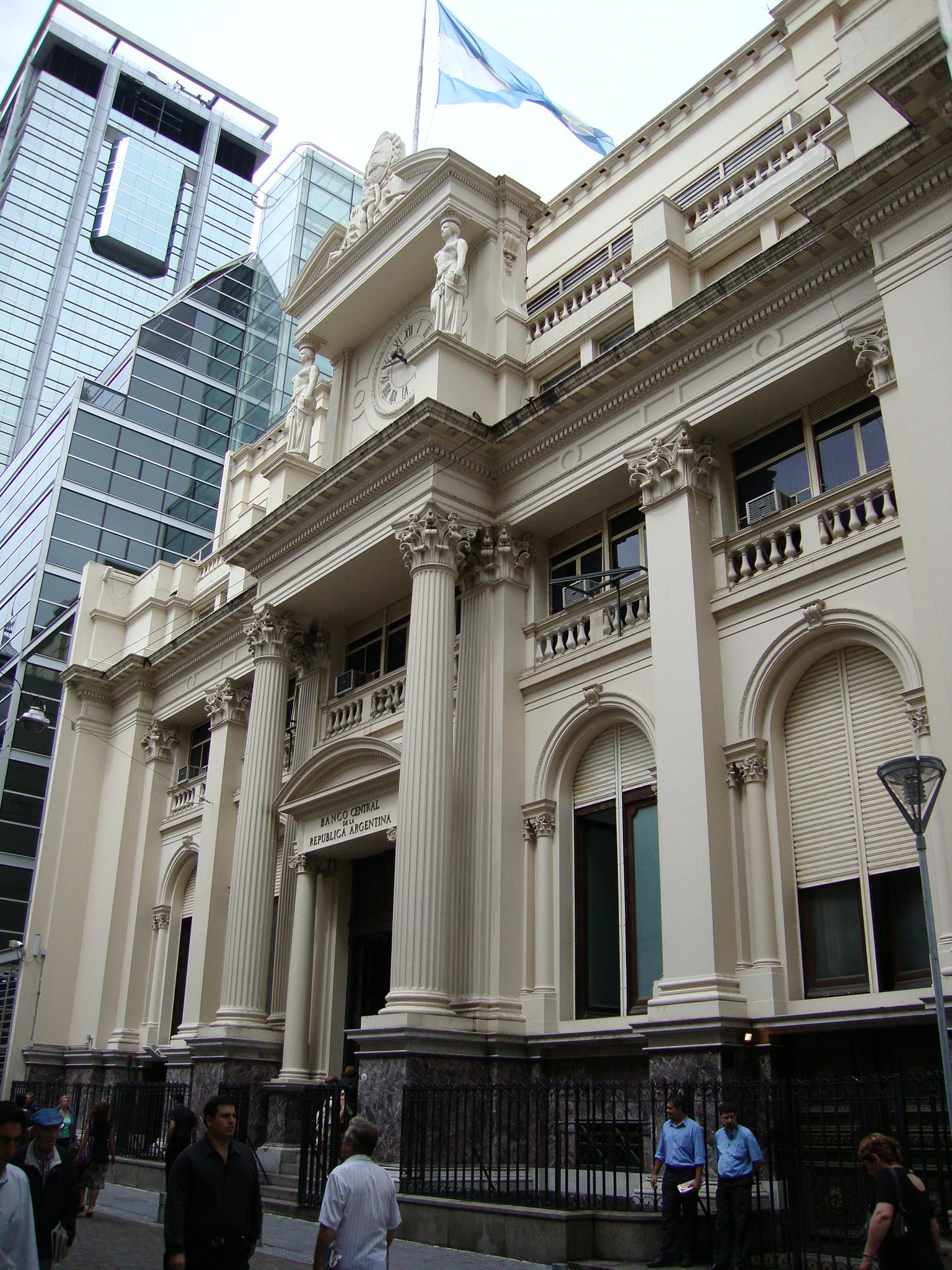
Центральний банк

На 2008 рік ВВП міста становив 400,5 млрд. песо. Основним сектором економіки міста є сфера послуг, яка представляє 78 % ВВП Буенос-Айреса і 56 % країни. Однією з галузей, які розвиваються найбільш динамічно, є будівництво.
Також у місті знаходиться найбільший і один із найважливіших портів Аргентини. Через нього проходить 70 % аргентинського імпорту і 40 % зовнішньої торгівлі.
Буенос-Айрес є важливим фінансовим центром. 53 % депозитів країни. 90 % фінансових установ Аргентини мають центральний офіс у Буенос-Айресі.
Виробництво представляє 14,2 % ВВП міста. Найбільше зростання спостерігається у фармацевтиці, хімічній і швейній промисловості. 60 % доходів промисловості міста сконцентровані у галузях харчової промисловості, виробництва тютюну, медикаментів, паперу.
Останніми роками великого значення набуває туризм. З 2002 по 2004 роки на 10,7 % зросла кількість готелів, а число зайнятих у готельному бізнесі — на 42,9 %.
Швидко розвивається сектор інформаційних технологій. У Буенос-Айресі знаходиться 70 % аргентинських розробників програмного забезпечення, які щороку приносять у державний бюджет 340 млн доларів.

## Населення, мова, віросповідання

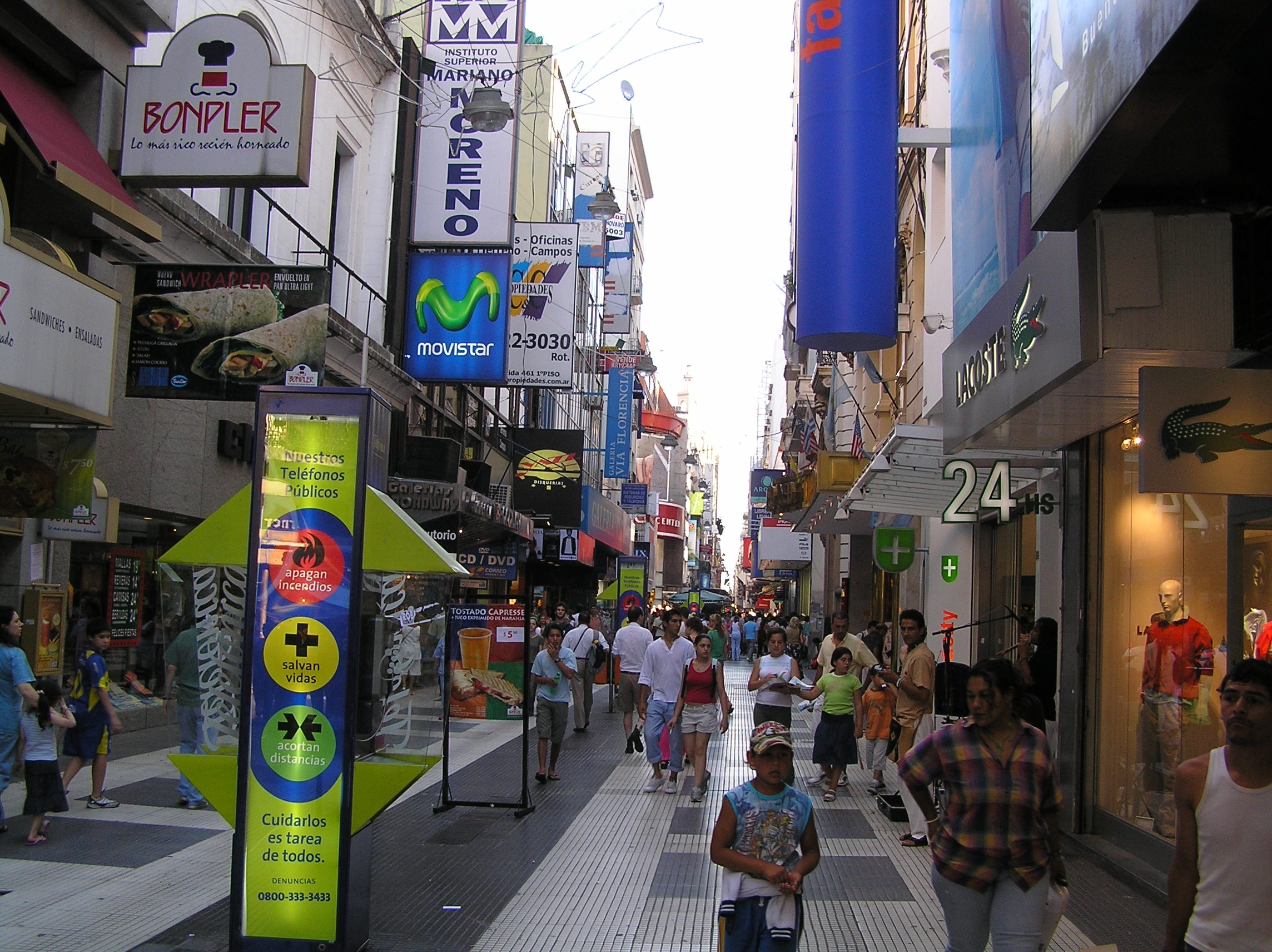
Багатонаціональний народ на вулицях Буенос-Айреса

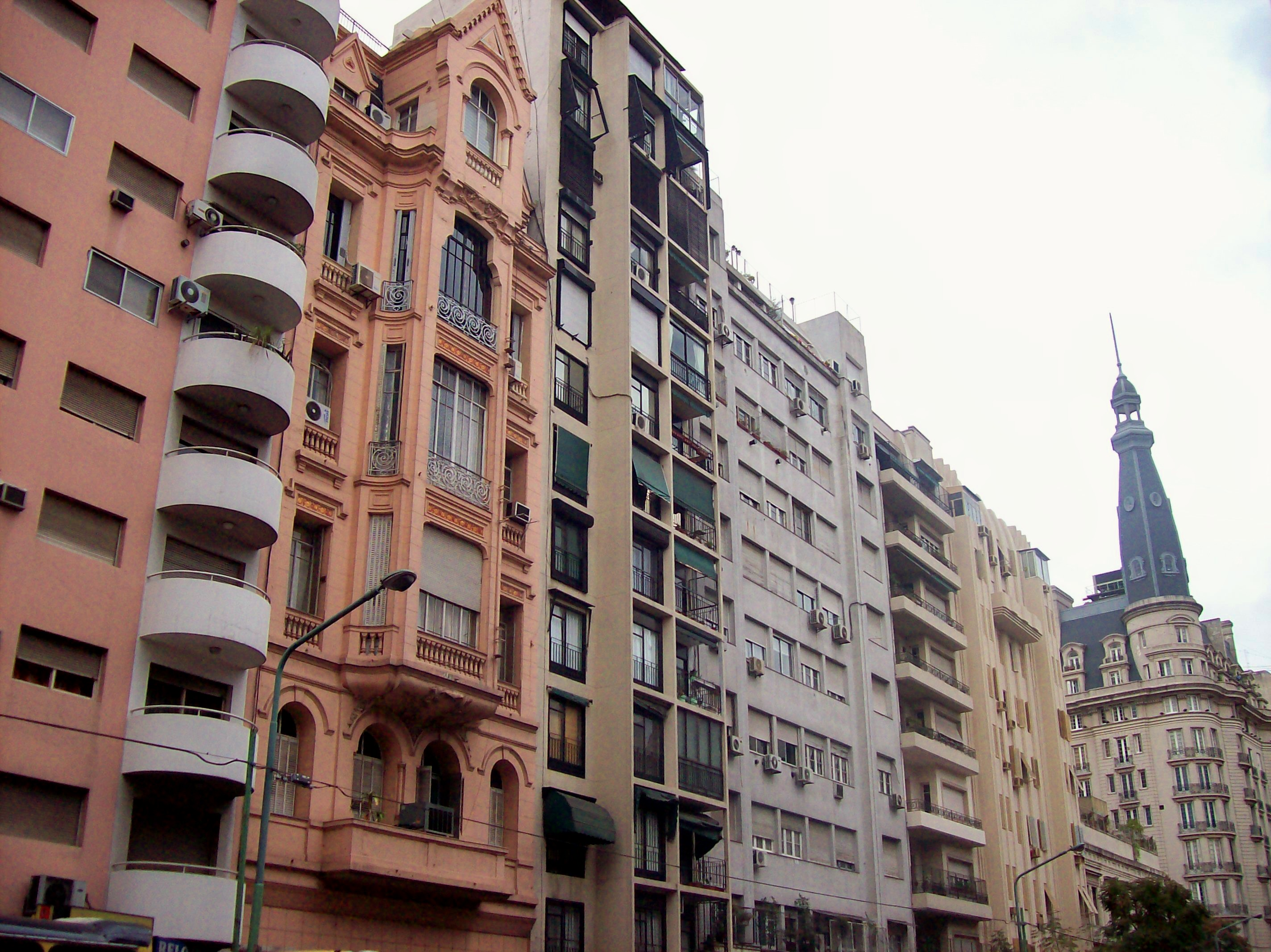
Еклектична архітектура міста

Чисельність населення столиці Аргентини разом з передмістями перевищує 12,8 млн чоловік, що становить майже третину населення країни в цілому і половину її міського населення. Місто є дуже багатонаціональним. Основну частину населення складають вихідці з Іспанії й Італії. Близько 30 % — метиси і представники інших народностей, серед яких виділяються общини: арабів, євреїв, англійців, вірмен, японців, китайців і корейців, також велика кількість переселенців із сусідніх країн, у першу чергу з Болівії і Парагваю.
| Рік перепису | Населення Буенос-Айреса |
| ------------ | ----------------------- |
| 1580         | 64                      |
| 1779         | 24 205                  |
| 1801         | 40 000                  |
| 1855         | 90 076                  |
| 1869         | 177 787                 |
| 1875         | 230 000                 |
| 1895         | 663 854                 |
| 1904         | 950 891                 |
| 1914         | 1 575 814               |
| 1936         | 2 415 142               |
| 1947         | 2 981 043               |
| 1960         | 2 966 634               |
| 1970         | 2 972 453               |
| 1980         | 2 922 829               |
| 1991         | 2 965 403               |
| 2001         | 2 776 138               |
| 2010         | 2 891 082               |

Державна мова — іспанська, але частина населення використовує італійську, португальську, англійську, німецьку і французьку.
Серед віруючого населення міста більшість є прихильниками католицизму, незначна частина мешканців столиці сповідають іслам та юдаїзм.

### Українська громада Буенос-Айреса
Детальніші відомості з цієї теми ви можете знайти в статті Українці в Буенос-Айресі.
Початок української громади Буенос-Айреса відноситься до часу, коли перші українські поселенці почали прибувати з Галичини 1897 року. Усі переселенці проходили через порт Буенос-Айреса та готелі для імігрантів. На сьогодні зберігся хронологічно останній готель для іммігрантів (1911 р.) — найстаріша збережена пам'ятка Буенос-Айреса, пов'язана з українцями.
Частина українських емігрантів того часу залишалася в Буенос-Айресі чи його околицях. Першим місцем компактного проживання українських емігрантів поблизу Буенос-Айреса було містечко Док-Суд.
Окрім емігрантів, у Буенос-Айресі також побувало чимало відомих українців того часу. У місті концертувала, а потім і одружилася відома українська оперна співачка Соломія Крушельницька. У місті зупинявся під час своєї подорожі до Південної Америки митрополит Андрій Шептицький.

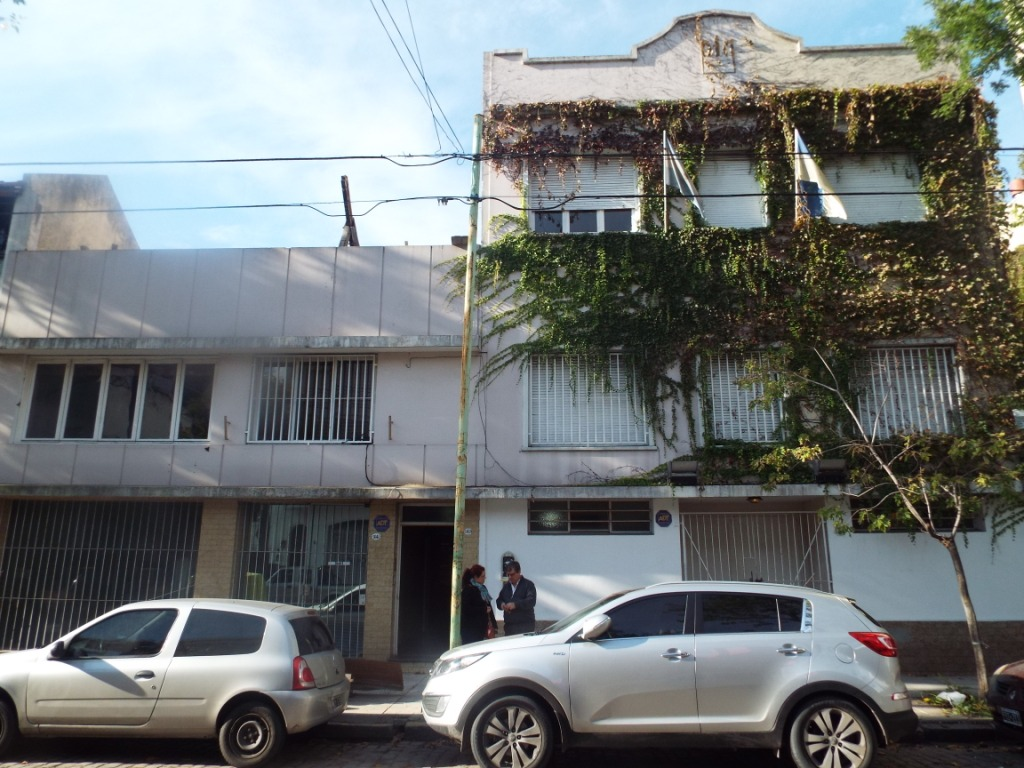
Будинок культурного товариства «Просвіта» в Буенос-Айресі (2017)

В лютому 1924 р. засновано першу українську організацію в провінції Буенос-Айрес — «Молоду Громаду» в Беріссо, а на початку серпня того ж року відкрито першу «Просвіту» в Буенос-Айресі. Згодом «Просвіта» в Буенос-Айресі стала центральною, а інші організації в Аргентині її філіями. Так столиця Аргентини стала офіційним центром української спільноти в країні. В передвоєнний час деякі українські організації набули власні домівки, які існують і по сьогодні, зокрема «Просвіта» по вул. Солер, 5039, «Відродження» по вул. Маса, 150. В період перед Другою світовою війною українська громада не мала своїх церков і служила по католицьким та іншим православним церквам. 
Місцем національної пам'яті українців є також цвинтар на передмісті Буенос-Айресу — м. Ланус, де похований, зокрема, Г. Мацейка. В місті в залах, які винаймали українці проводилися українські патріотичні та культурні заходи
У післявоєнний час українські емігранти передвоєнної хвилі почали осідати на стале, а також відбулася додаткова іміграція інтелігенції, духовних осіб, учасників національно-визвольного руху. Внаслідок цього в 1955 р. кількість українців, які мешкали в Великому Буенос-Айресі досягнула близько 30 тисяч. Наплив нової активної еміграції призвів до створення низки нових організацій та органів преси в столиці Аргентини.

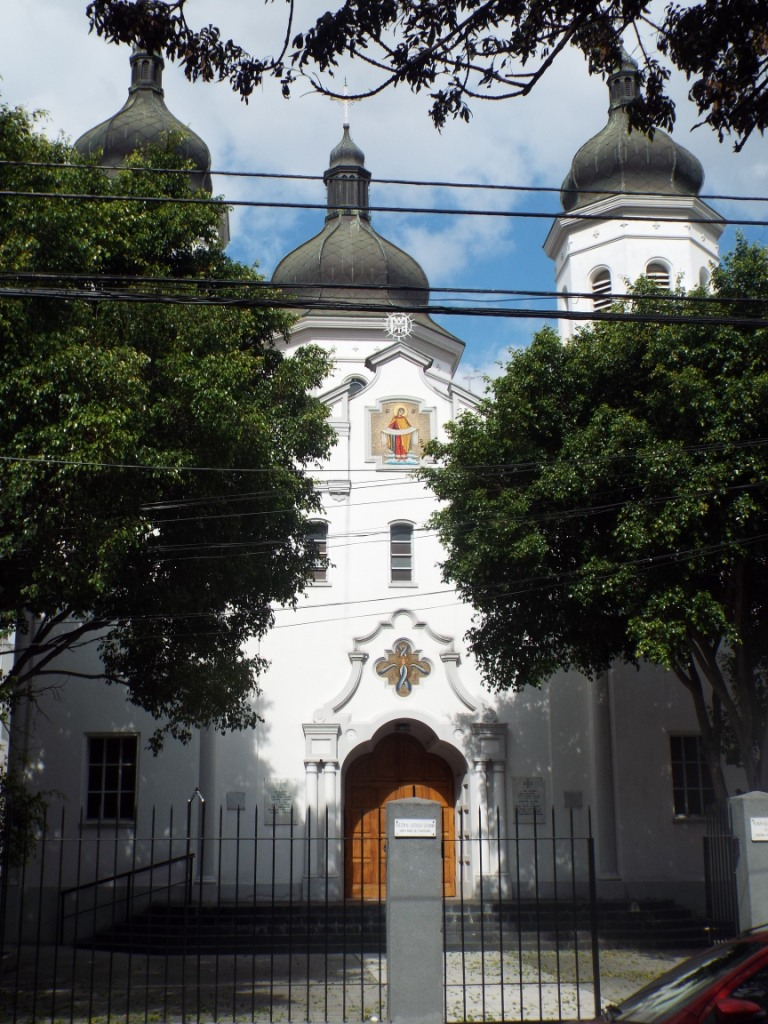
Греко-католицький собор Покрови, м. Буенос-Айрес (2017)

1948 р. отцями василіанами було придбано будинок по вул. Курапалігуе, 760, де було влаштовано першу в Буенос-Айресі греко-католицьку каплицю. 1969 року було зведено Собор Покрови Пресвятої Богородиці у Буенос-Айресі — головний храм греко-католиків Аргентини. Важливе значення в житті української греко-католицької громади мало започаткування з 1944 р. регулярної прощі до м. Лухан (провінція Буенос-Айрес), до базиліки Божої матері Луханської. У 1978 р. закінчено побудову православної церкви Покрова по вул. Таріха, 4063.
Другим символом українського Буенос-Айреса поруч з Собором Покрови став пам'ятник Тарасу Шевченку, відкритий 1971 р. в районі Палермо в парку Третього лютого. За кошти, які залишилися після спорудження пам'ятника українська громада купила ділянку цвинтаря в Монте-Гранде, на якій з середини 1970-х рр. почали ховати українців. На цьому цвинтарі також зведено українську каплицю (1989 р.), яка вписана до реєстру пам'яток Аргентини. 
5 грудня 1991 р. Аргентина першою серед країн Латинської Америки визнала незалежність України і знову ж першою в регіоні 6 січня 1992 р. встановила з нею дипломатичні взаємини. На вул. Лафінур, 3057. у 1993 р. відкрилося українське посольство в Буенос-Айресі (з 2016 р. воно розміщується на вул. Ожерос, 2169). З 1993 р. аргентинська столиця та Київ стали містами-побратимами. Набуття Україною незалежності призвело до нової хвилі еміграції українців до Аргентини, більшість з яких осіли в Буенос-Айресі.
Наразі у місті Буенос-Айрес та його околицях мешкає близько 100 тис. вихідців з України, тобто приблизно третина усіх українців в Аргентині. Це місто також є основним напрямком сучасної еміграції з України в Аргентину. У місті діє український греко-католицький Кафедральний собор Покрови Пресвятої Богородиці, друкуються українські газети («Голос», «Наш клич», «Українське слово»), існує осередок Пласту, при філіях Українського культурного товариства «Просвіта» та Українського товариства «Відродження», а також греко-католицькій церкві в Буенос-Айресі діють суботні школи, де вивчається українська мова і низка українознавчих дисциплін. Українські громадські організації Аргентини, зокрема в Буенос-Айресі спрямовують великі зусилля на протидію швидким процесам асиміляції, які розвиваються в українців в Аргентині. 

## Освіта

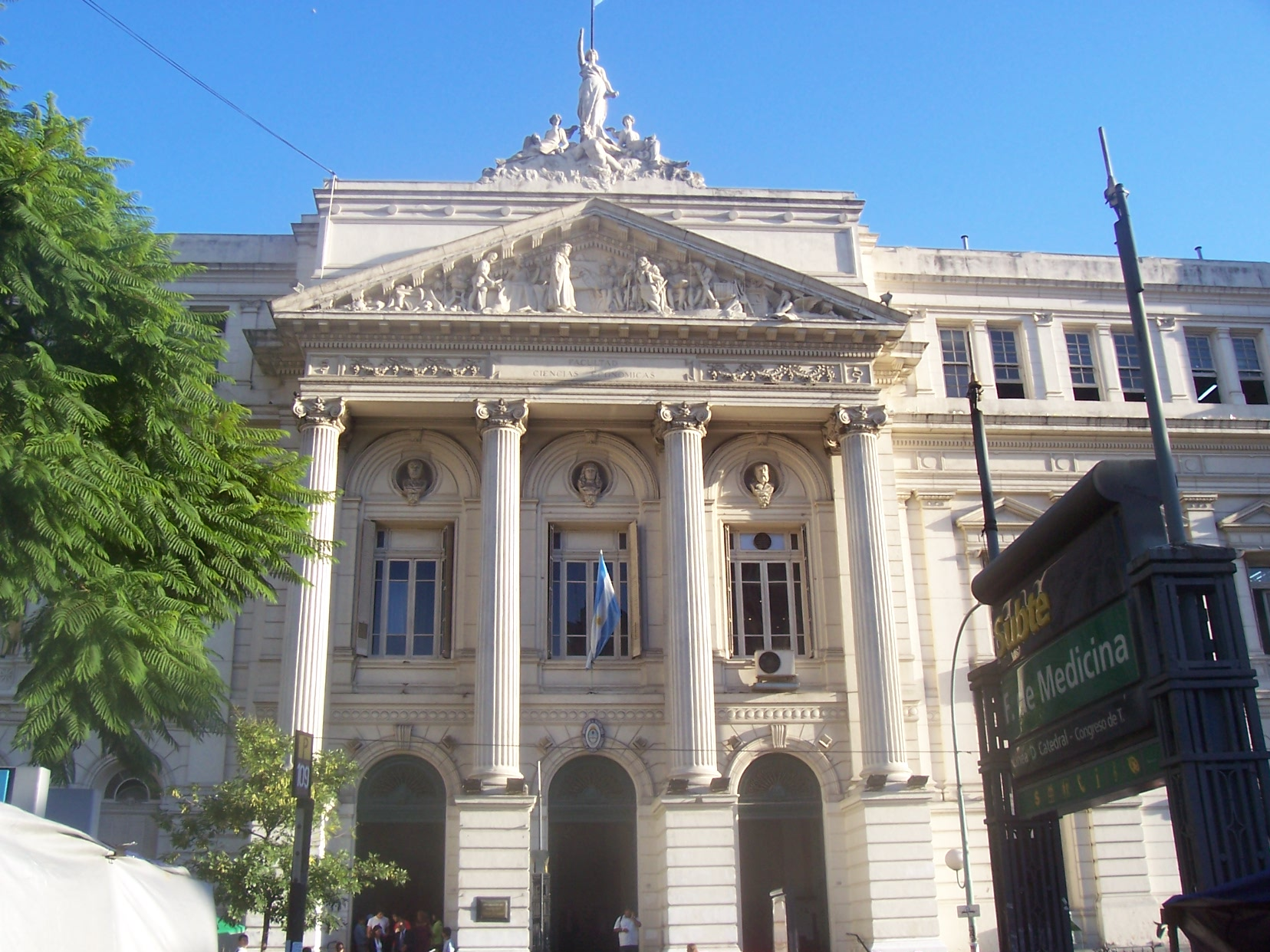
Факультет економіки Університету Буенос-Айреса

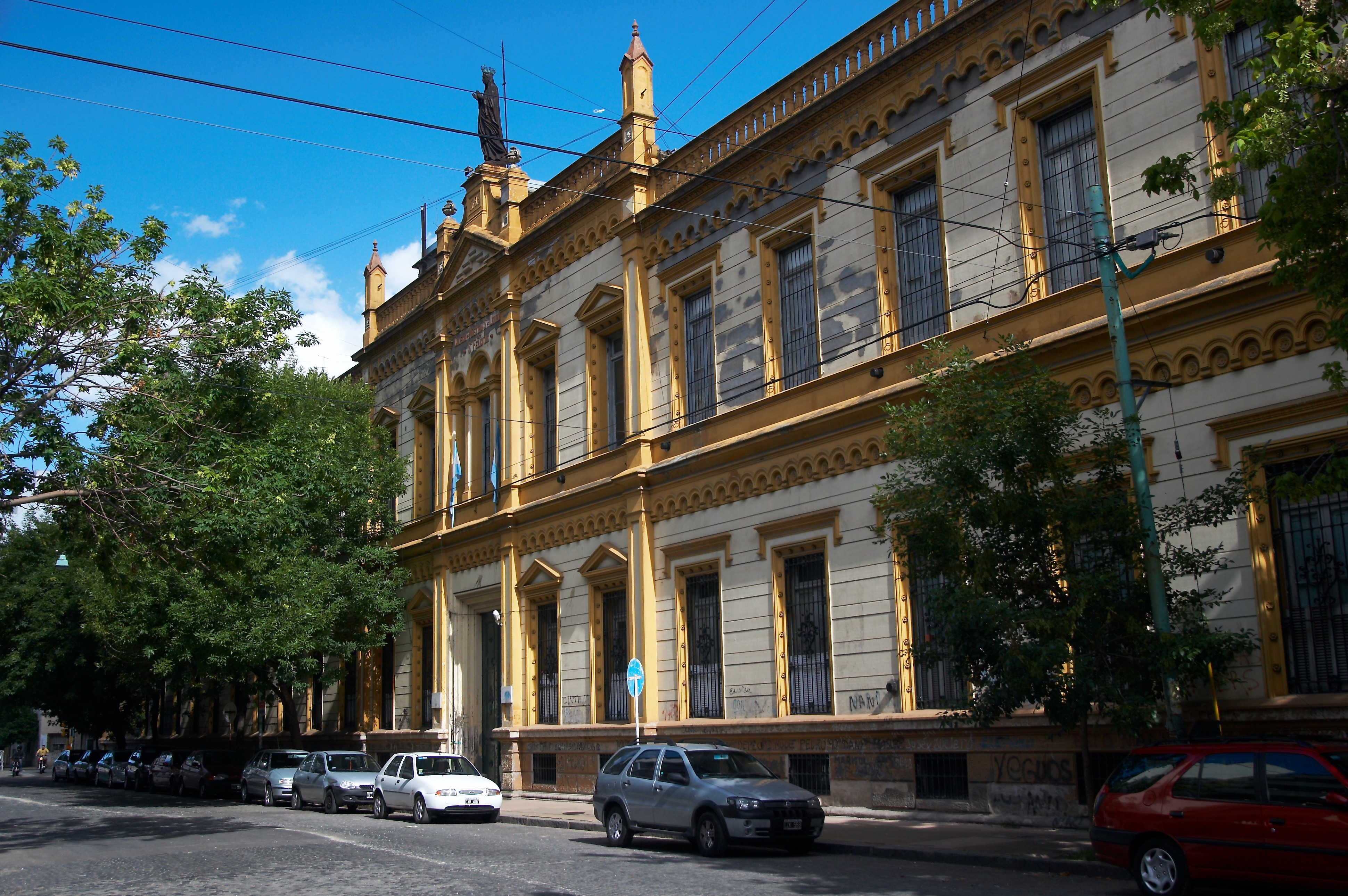
Коледж Санта-Фелісітас

Місто Буенос-Айрес має найнижчий рівень неграмотності в Аргентині, який становить 0,45 % серед осіб, які досягли віку 10 років.
Згідно з даними 2006 року, 96,5 % дітей відвідують дошкільні навчальні заклади, 98,6 % — початкові і 87,0 % середні.
У Буенос-Айресі знаходиться велика кількість освітніх закладів усіх рівнів, більшість з яких є приватними. Водночас кількість учнів у приватних установах менша, ніж у державних.
Значна кількість учнів закладів освіти Буенос-Айреса проживають не у самому місті, а в прилеглих містечках. На 2005 рік їх кількість становила 4,5 % серед дошкільнят, 11,8 % у початкових школах і 19,5 % у середніх школах.
У місті функціонують 22 багатомовні школи, де викладання ведеться англійською, французькою, італійською, німецькою.
У місті знаходиться велика кількість університетів, зокрема один з найпрестижніших в Латинській Америці — Університет Буенос-Айреса.. Також тут знаходиться центральне відділення Національного технологічного університету — найбільшого вишу технічного профілю в Аргентині і Національна консерваторія Аргентини. Також у місті знаходиться багато приватних університетів:
| - Технологічний інститут Буенос-Айреса - Інститут військової освіти - Аргентинський університет підприємництва - Аргентинський католицький університет - Центр вищої освіти з точних наук - Аргентинський університет Джона Ф. Кеннеді - Університет Бельграно | - Університет Сальвадора - Південний університет - Університет підприємництва і гуманітарних наук - Університет Палермо - Університет Торкуато ді Телья - Університет кіно | - Католицький університет Сальти - Університет Флореса - Університет CEMA - Університет Фавалоро - Інститут федеральної поліції Аргентини - Університет аргентинського соціального музею |

## Культура

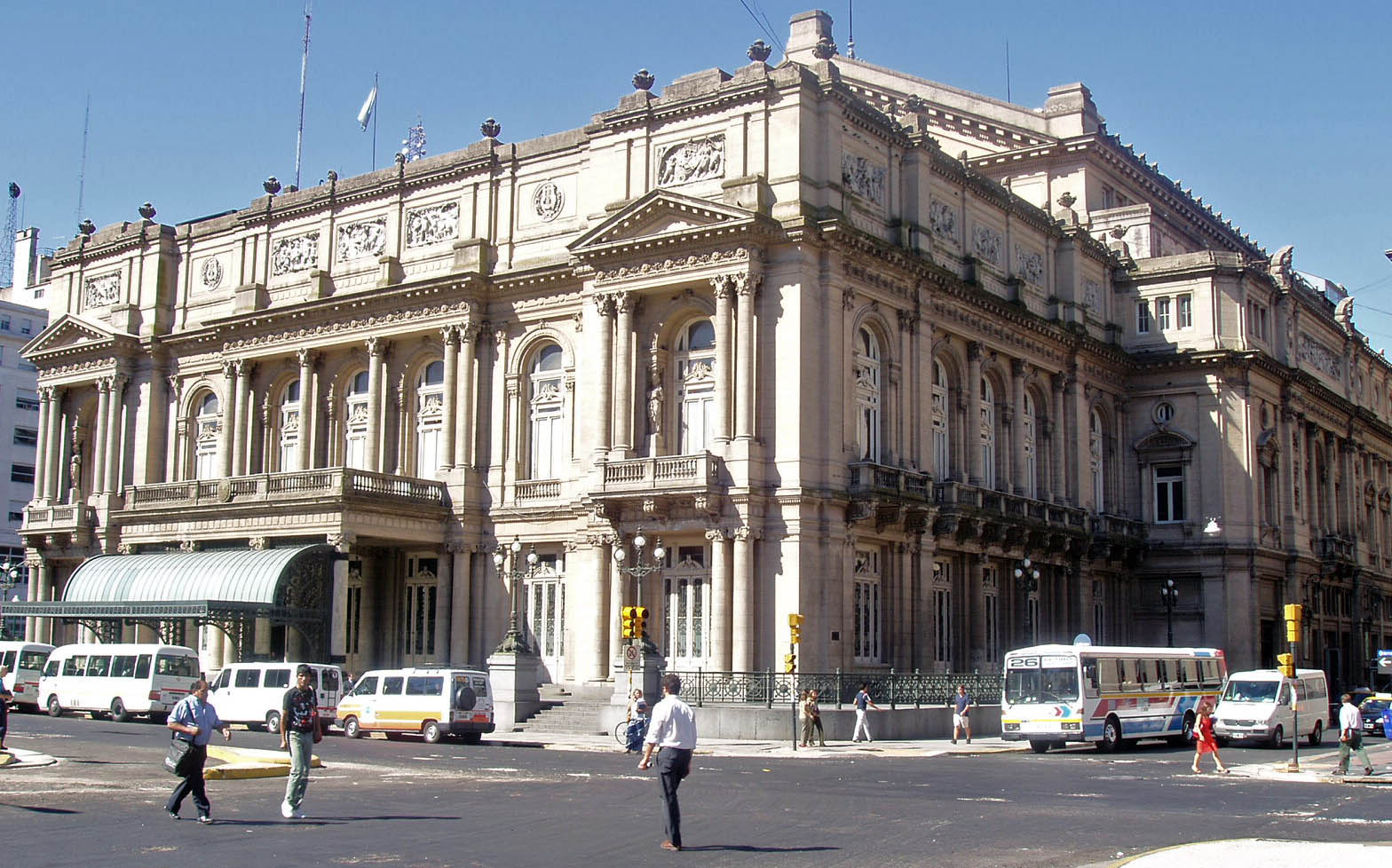
Оперний театр Колумба

Буенос-Айрес є одним з найкрасивіших міст Південної Америки, завдяки чому його часто називають латиноамериканським Парижем. Його планування відзначається простотою й представлене головною площею і мережею геометрично розташованих вулиць. В архітектурі міста поєднуються стилі арт деко, ар нуво і неоготики. Основними архітектурними пам'ятками Буенос-Айреса є ратуша (1724—1754 рр.) і церкви Богородиці дель Пілар (1716—1732 рр.) і Святого Ігнатія (1710—1734 рр.). У числі найкрасивіших вулиць столиці можна назвати центральні Травневий проспект (1889 р.), вулицю 9 липня (1930 р.) і вулицю генерала Паса (1937—1941 рр.). За проектом архітектора В. Меано будувалися Палац конгресу і театру Колумба (1908 рік). У 1958 р. до списку архітектурних визначних пам'яток Буенос-Айреса увійшли будівлі Муніципального театру і етнографічного музею, а 1942 року — Кафедральний собор. Будівлі Південноамериканського і Лондонського банків, створені в 1966—1967 рр., також привертають увагу.
Буенос-Айрес є найбільшим культурним центром країни. У місті є Бібліотека Конгресу, консерваторія (1893 р., заснована композитором Альберто Вільямсом), Національна бібліотека та багато інших науково-дослідних установ, серед яких виділяються Музей сучасного мистецтва, Національний історичний, Аргентинський музей природничих наук, Національний музей образотворчого мистецтва та Національний музей декоративного мистецтва. У районі Реколета розташована знаменита книгарня «El Ateneo Grand Splendid», що розмістилася в приміщенні колишнього театру.
Вважається, що широко відомий танець танго, веде своє походження з околиць Буенос-Айреса, де він набув широкого поширення серед небагатих верств населення. У 1910 р. танго набуло популярності у столиці Франції і поступово поширилося по всьому світу. 11 грудня щорічно святкується в місті як «День танго». Буенос-Айрес є містом барвистих фестивалів, національних свят і спортивних заходів.

## Спорт
Спортом номер один і гордістю всіх містян, безперечно, є футбол. Протистояння клубів Рівер Плейт і Бока Хуніорс двічі на рік збирають повні стадіони. Окрім того, у місті є ще декілька професійних футбольних клубів, які грають у першому дивізіоні (Велес Сарсфілд, Сан-Лоренсо де Альмагро, Аргентинос Хуніорс, Уракан і Олл Бойз) і другому дивізіоні (Ферро Карріль Оесте, Нуева Чикаго, Атланта і Барракас Сентраль).
У 1950 і 1990 роках в місті проходили Чемпіонати світу з баскетболу, а в 1978 році Аргентина отримала право на проведення Чемпіонату Світу з футболу, фінальний матч якого проходив в Буенос-Айресі. 25 червня у фінальному поєдинку турніру збірна Аргентини з рахунком 3:1 переграла команду Голландії, і вперше у своїй історії стала найкращою на планеті.
У період з 1953 р. по 1998 р., у місті було проведено 20 етапів автоперегонів класу Формула 1. Гран-прі Аргентини проводилися на автодромі імені Оскара Гальвеса. 1998 р. даний етап гран-прі був викреслений з календаря чемпіонатів Формули 1 у зв'язку з фінансовими труднощами господарів траси, проте, практично щовихідні на цьому автодромі проходять заїзди менш визначних гоночних турнірів, як національних, так і міжнародних. Також у місті популярні такі види спорту, як великий теніс, хокей на траві і регбі.

## Комунікації

### Зв'язок
У місті розвинені сучасні комунікаційні технології. У місті працює декілька стільникових операторів. Вартість швидкісного Інтернету ADSL, що має найбільше розповсюдження серед можливих підключень інтернет-користувачів столиці Аргентини, за світовими мірками порівняно невисока. Основний інтернет-бум обрушився на місто в 2000 році, і з року в рік кількість користувачів глобальної мережі росте. У центральній частині Буенос-Айреса в наш час[коли?] функціонує близько 200 точок бездротового доступу до мережі Інтернет за технологією Wi-Fi.

### Транспорт
У місті діє розгалужена система громадського транспорту, яка представлена такими його видами:
- Метрополітен Буенос-Айреса, який складається з 7 функціонуючих ліній довжиною 40 км
- трамвай, який має дві лінії:
  - Преметро (фактично швидкісний трамвай) працює з 1987 року
  - Східний Трамвай, відкритий 2008 року
- 135 ліній автобусів
- 2 309 маршрутних таксі
- таксі

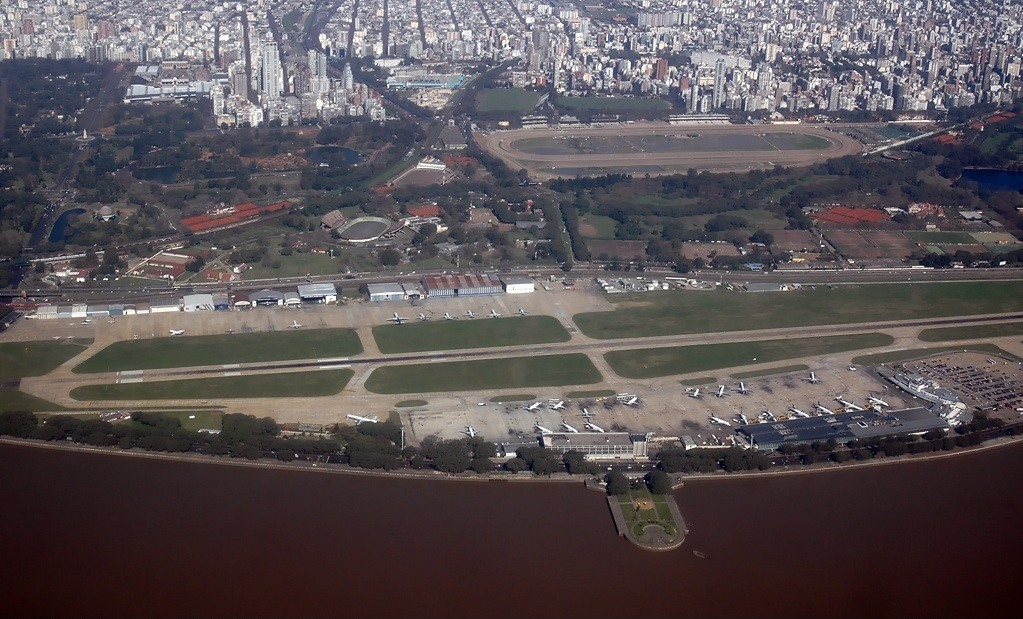
Аеродром Хорхе Ньюбері

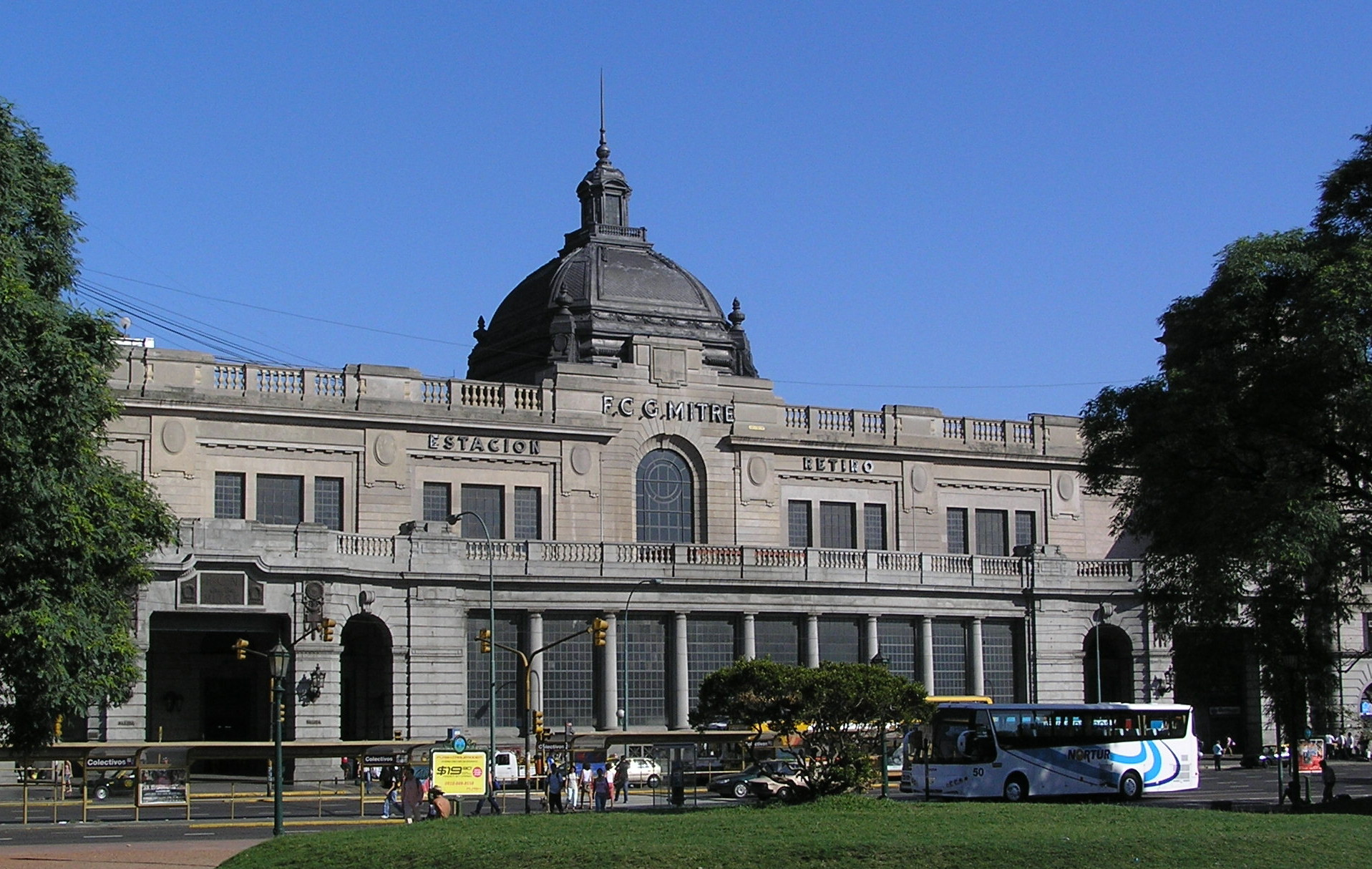
Станція Ретіро

Буенос-Айрес має такі шляхи сполучення:
- аеропорти:
  - 2 комерційних: Міжнародний аеропорт Міністро Пістаріні і вантажний аеропорт Aeroparque Jorge Newbery
  - 5 військових
  - 2 приватних[44]
- порт, який за сезон приймає близько 100 тисяч туристів
- залізниця, представлена 5 лініями:
  - залізниця імені Домінго Фаустіно Сарм'єнто (станція Онсе)
  - залізниця імені генерала Бартоломе Мітре (станція Ретіро)
  - залізниця імені генерала Мануеля Бельграно (станції Ретіро, Буенос-Айрес)
  - залізниця імені генерала Рока (станція Констітусьйон)
  - залізниця імені генерала Сан-Мартіна (станція Ретіро)
  - залізниця імені генерала Уркіса (станція Федеріко Лакросе)
- автошляхи

## Райони Буенос-Айреса
Буенос-Айресі офіційно поділяється на 48 районів, більшість з яких збігаються у межах з історичними парафіями міста:
| - Агрономія (ісп. Agronomía) - Альмагро (ісп. Almagro) - Бальванера (ісп. Balvanera) - Барракас (ісп. Barracas) - Бельграно (ісп. Belgrano) - Боедо (ісп. Boedo) - Кабажіто (ісп. Caballito) - Чакаріта (ісп. Chacarita) - Коглан (ісп. Coghlan) - Колехьялес (ісп. Colegiales) - Констітусьйон (ісп. Constitución) - Флорес (ісп. Flores) - Флореста (ісп. Floresta) - Ла Бока (ісп. La Boca) - Ла Патерналь (ісп. La Paternal) - Ліньєрс (ісп. Liniers) | - Матадерос (ісп. Mataderos) - Монте-Кастро (ісп. Monte Castro) - Монсеррат (ісп. Monserrat) - Нуева Помпея (ісп. Nueva Pompeya) - Нуньєс (ісп. Núñez) - Палермо (ісп. Palermo) - Парке Авельянеда (ісп. Parque Avellaneda) - Парке Чакабуко (ісп. Parque Chacabuco) - Парке Час (ісп. Parque Chas) - Парке Патрісьйос (ісп. Parque Patricios) - Пуерто Мадеро (ісп. Puerto Madero) - Реколета (ісп. Recoleta) - Ретіро (ісп. Retiro) - Сааведра (ісп. Saavedra) - Сан Крістобаль (ісп. San Cristóbal) - Сан Ніколас (ісп. San Nicolás) | - Сан-Тельмо (ісп. San Telmo) - Велес Сарсфілд (ісп. Vélez Sársfield) - Версаль (ісп. Versalles) - Вілья Креспо (ісп. Villa Crespo) - Вілья дель Парке (ісп. Villa del Parque) - Вілья Девото (ісп. Villa Devoto) - Вілья Хенераль Мітре (ісп. Villa Gral. Mitre) - Вілья Лугано (ісп. Villa Lugano) - Вілья Луро (ісп. Villa Luro) - Вілья Ортусар (ісп. Villa Ortúzar) - Вілья Пуеррейдон (ісп. Villa Pueyrredón) - Вілья Реаль (ісп. Villa Real) - Вілья Ріачуело (ісп. Villa Riachuelo) - Вілья Санта Ріта (ісп. Villa Santa Rita) - Вілья Солдаті (ісп. Villa Soldati) - Вілья Уркіса (ісп. Villa Urquiza) |

Комуни Буенос-Айреса

Крім того, місто неофіційно поділяється на більш ніж 110 районів. 2005 року влада Буенос-Айреса також ухвалила додатковий поділ міста на 15 комун:
1. Ретіро, Сан-Ніколас, Пуерто-Мадеро, Сан-Тельмо, Монсеррат і Констітусьйон
2. Реколета
3. Сан-Крістобаль і Бальванера
4. Ла-Бока, Барракас, Парке Патрісьйос і Нуева Помпея
5. Альмагро і Боедо
6. Кабажіто
7. Флорес і Парке Чакабуко
8. Вілья Солдаті, Вілья Ріачуело і Вілья Лугано
9. Парке Авельянеда, Ліньєрс і Матадерос
10. Вілья Реаль, Монте Кастро, Версаль, Флореста, Велес Сарсфілд і Вілья Луро
11. Вілья Хенераль Мітре, Вілья Девото, Вілья дель Парке і Вілья Санта Ріта
12. Коглан, Сааведра, Вілья Уркіса і Вілья Пуейрредон
13. Бельграно, Нуньєс і Колехьялес
14. Палермо
15. Чакаріта, Вілья Креспо, Патерналь, Вілья Ортусар, Агрономія і Парке Час

## Міста-побратими
Буенос-Айрес має велику кількість міст-побратимів.
| - Асунсьйон (2002) - Альмерія (2008) - Барселона (1985; 1990) - Більбао (1992) - Кадіс (1975), - Каракас (1982) - Гуадіс (1987) - Мадрид (1975) - Саламанка (2006) - Санта-Крус-де-Ла-Пальма - Ов'єдо (1982) - Сантьяго-де-Компостела - Севілья (1976) - Віґо (1992) - Тариха - Ла-Пас - Бангкок - Белград (1990) - Берлін (1994) - Афіни (1992) - Богота (1986) - Медельїн - Барранкілья | - Бразиліа (1986; 1997) - Порту-Алегрі (1995) - Ріо-де-Жанейро (1996) - Сан-Паулу (1999) - Кейптаун - Дамаск (1989) - Каїр (1992) - Єреван (2000) - Стамбул - Генуя (1991) - Лукка (2003) - Кальярі - Мілан (1998) - Неаполь (1990) - Рим (1987) - Феррара (2004) - Ліма (1983) - Куско (1986) - Єрусалим - Тель-Авів (1958) - Київ (1993) - Нью-Йорк - Панама - Сан-Хосе | - Лісабон (1992) - Манагуа - Лондон - Маямі (1978) - Монтевідео (1975) - Москва (1990) - Осака (1990) - Оттава (1998) - Париж (1999) - Тулуза (1990) - Пекін (1991; 1993) - Прага (1992) - Кіто - Роттердам (1990) - Сантьяго-де-Чилі (1992) - Санто-Домінго (1991) - Сеул (1992) - Варшава (1992) - Загреб (1998) - Мехіко (1997) - Кишинів - Рейк'явік - Гавана |